# Che magia!
Che magia! è una raccolta della cantante Cristina D'Avena contenente sigle di serie animate a tema magico in onda sulle reti Mediaset, pubblicata il 6 aprile 2007.

## Tracce
Testi di Alessandra Valeri Manera.
1. Sabrina (musica: Max Longhi, Giorgio Vanni)
2. Magica, magica Emi (musica: Giordano Bruno Martelli)
3. Fancy Lala (musica: Max Longhi, Giorgio Vanni)
4. L'incantevole Creamy (musica: Giordano Bruno Martelli)
5. Pesca la tua carta Sakura (musica: Gianfranco Fasano)
6. Doredò Doremì (musica: Max Longhi, Giorgio Vanni)
7. Stilly e lo specchio magico (musica: Gianfranco Fasano)
8. Ma che magie Doremì! (musica: Max Longhi, Giorgio Vanni)
9. Evelyn e la magia di un sogno d'amore (musica: Giordano Bruno Martelli)
10. Sandy dai mille colori (musica: Giordano Bruno Martelli)
11. Magica Doremì (musica: Max Longhi, Giorgio Vanni)
12. Un fiocco per sognare, un fiocco per cambiare (musica: Gianfranco Fasano)
13. È quasi magia, Johnny! (musica: Carmelo Carucci)
14. Dolceluna (musica: Piero Cassano, Paolo Marino)
15. Tanto tempo fa... Gigì (musica: Vincenzo Draghi)
16. A scuola di magie (musica: Max Longhi, Giorgio Vanni)
17. Lisa e Seya un solo cuore per lo stesso segreto (musica: Gianfranco Fasano)
18. È un po' magia per Terry e Maggie (musica: Valeriano Chiaravalle)
19. Benvenuta Gigì (musica: Carmelo Carucci)
20. Un mondo di magia (musica: Massimiliano Pani)